# Dendrosoter curtisii
Dendrosoter curtisii är en stekelart som först beskrevs av Julius Theodor Christian Ratzeburg 1848.  Dendrosoter curtisii ingår i släktet Dendrosoter och familjen bracksteklar. Arten är reproducerande i Sverige. Inga underarter finns listade i Catalogue of Life.